# Толстун Палласа
Толсту́н Палла́са, или палла́сов толсту́н (лат. Deracantha onos) — вид кузнечика, утративший способность прыгать. Впервые описан П. С. Палласом.

## Описание вида
Длина самцов 40—50 мм, самок — 47—57 мм. Тело пёстрое. У особей светлого типа тёмные (черновато-бурые) пятна занимают лишь передний край переднеспинки, на брюшке отдельные тёмные точки, сгруппированные в два ряда. У особей темного типа переднеспинка почти сплошь черновато-бурая, на брюшке крупные пятна с промежутками между ними бурого цвета, на переднем сегменте пятна могут быть слитыми в одно. Нередки особи переходной окраски.
Взрослые самки и самцы встречаются в конце июля — начале августа и до середины сентября. Питаются разными растениями, включая злаки, подорожники, а также остатками крупных насекомых, особенно кобылок. В неволе возможны случаи каннибализма. Брачный период длится весь август и захватывает сентябрь. Самка начинает яйцекладку на 16-й день после оплодотворения и откладывает от 37 до 160 яиц. Личинки появляются в начале следующего лета. Биология и фенология вида изучены слабо.
Медленные движения, утрата способности прыгать, приуроченность к низкотравной растительности делают это реликтовое насекомое беззащитным при освоении человеком межгорных степных котловин и плоскогорий. Наиболее опасен выпас скота. Вследствие этого на всём ареале (Тува, Забайкалье, Монголия и Китай) обитания численность резко падает.
Сохранение популяций возможно лишь в степных и лугостепных сообществах. Целесообразна организация микрозаказников и микрозаповедников.
На территории Китая иногда употребляется в пищу в жареном виде.